# Margut
Margut est une commune française, située dans le département des Ardennes en région Grand Est.

## Géographie
| Villy               | Fromy, Moiry | Sapogne-sur-Marche |
|                     | Margut       | Signy-Montlibert   |
| La Ferté-sur-Chiers | Bièvres      |                    |

### Accès
Margut est un petit bourg de près de 800 habitants situé dans le canton de Carignan, dans la partie orientale du département des Ardennes. Rattachée administrativement à la Champagne-Ardenne, la commune de Margut est sous influence lorraine et gaumaise, le département de la Meuse comme la frontière belge sont à moins de cinq kilomètres à vol d'oiseau.

### Hydrographie
La commune est dans le bassin versant de la Meuse au sein du bassin Rhin-Meuse. Elle est drainée par la Chiers, le ruisseau la Marche et le ruisseau la Carite,.
La Chiers, d'une longueur de 127 km, prend sa source dans la commune de Mont-Saint-Martin et se jette  dans la Meuse à Remilly-Aillicourt, après avoir traversé 46 communes. Elle longe la commune sur son flanc ouest sur une longueur d'environ 0,1 km.
Le ruisseau la Marche, d'une longueur de 16 km, prend sa source dans la commune de Williers et se jette  dans la Chiers sur la commune, après avoir traversé sept communes. La Marche est une rivière poissonneuse qui abrite des truites et des ombres communs
La Carité et un ruisseau qui prend sa source à Signy-Montlibert, et la Marche, une rivière qui jaillit en Belgique, près d'Orval.

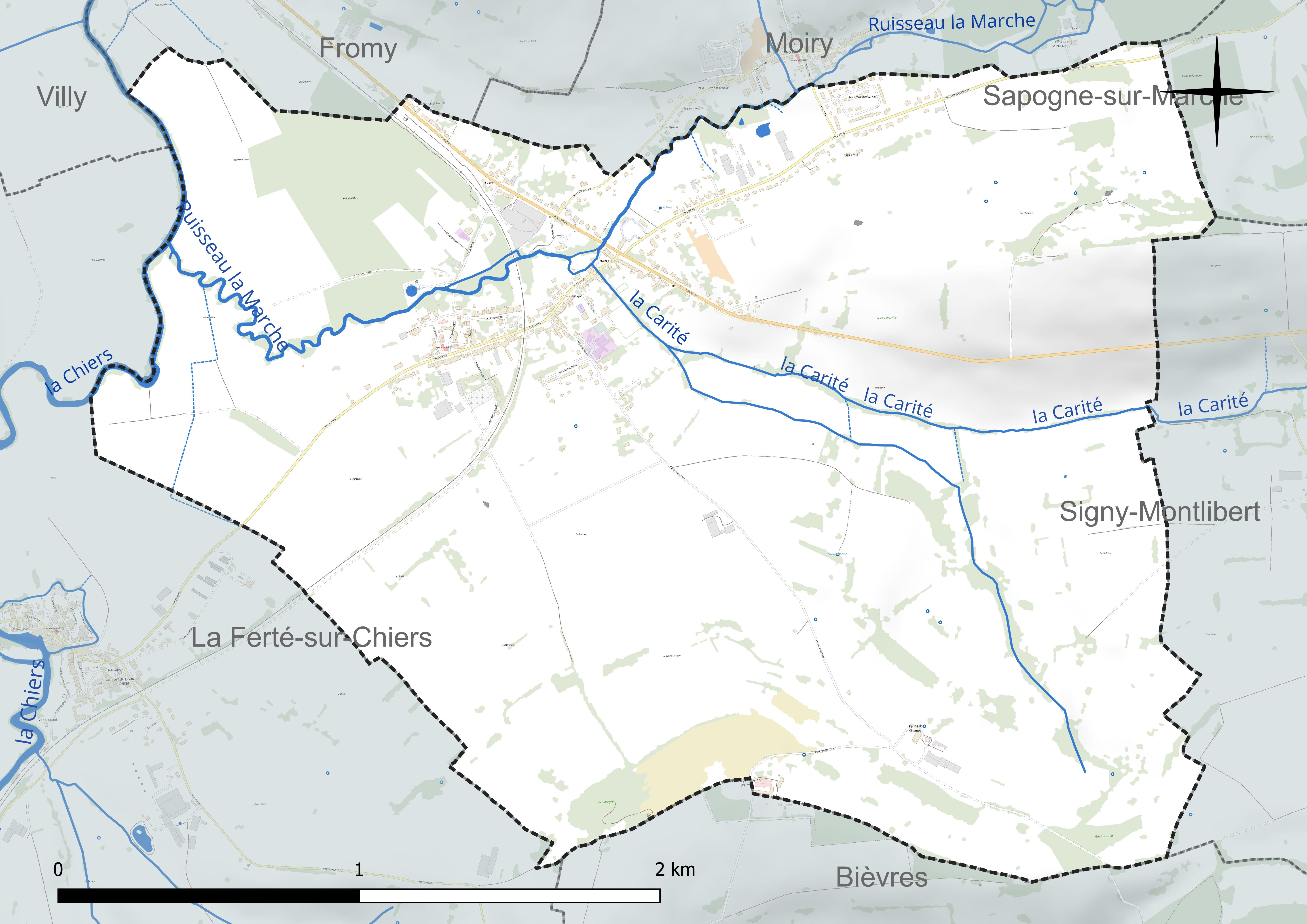
Réseau hydrographique de Margut.

### Climat
Pour des articles plus généraux, voir Climat du Grand Est et Climat des Ardennes.
En 2010, le climat de la commune est de type climat de montagne, selon une étude du Centre national de la recherche scientifique s'appuyant sur une série de données couvrant la période 1971-2000. En 2020, Météo-France publie une typologie des climats de la France métropolitaine dans laquelle la commune est dans une zone de transition entre le climat océanique altéré et le climat océanique altéré et est dans la région climatique Lorraine, plateau de Langres, Morvan, caractérisée par un hiver rude (1,5 °C), des vents modérés et des brouillards fréquents en automne et hiver.
Pour la période 1971-2000, la température annuelle moyenne est de 9,7 °C, avec une amplitude thermique annuelle de 16,1 °C. Le cumul annuel moyen de précipitations est de 976 mm, avec 14 jours de précipitations en janvier et 9,7 jours en juillet. Pour la période 1991-2020, la température moyenne annuelle observée sur la station météorologique de Météo-France la plus proche, « Linay », sur la commune de Linay à 4 km à vol d'oiseau, est de 10,4 °C et le cumul annuel moyen de précipitations est de 969,0 mm. 
La température maximale relevée sur cette station est de 42 °C, atteinte le 25 juillet 2019 ; la température minimale est de −24 °C, atteinte le 9 janvier 1985,,.
Les paramètres climatiques de la commune ont été estimés pour le milieu du siècle (2041-2070) selon différents scénarios d'émission de gaz à effet de serre à partir des nouvelles projections climatiques de référence DRIAS-2020. Ils sont consultables sur un site dédié publié par Météo-France en novembre 2022.

## Urbanisme

### Typologie
Au 1er janvier 2024, Margut est catégorisée commune rurale à habitat dispersé, selon la nouvelle grille communale de densité à 7 niveaux définie par l'Insee en 2022.
Elle est située hors unité urbaine et hors attraction des villes,.

### Occupation des sols
L'occupation des sols de la commune, telle qu'elle ressort de la base de données européenne d’occupation biophysique des sols Corine Land Cover (CLC), est marquée par l'importance des territoires agricoles (89,5 % en 2018), en diminution par rapport à 1990 (92,3 %). La répartition détaillée en 2018 est la suivante : 
prairies (68,6 %), terres arables (20,5 %), zones urbanisées (10,5 %), zones agricoles hétérogènes (0,4 %). L'évolution de l’occupation des sols de la commune et de ses infrastructures peut être observée sur les différentes représentations cartographiques du territoire : la carte de Cassini (XVIIIe siècle), la carte d'état-major (1820-1866) et les cartes ou photos aériennes de l'IGN pour la période actuelle (1950 à aujourd'hui).

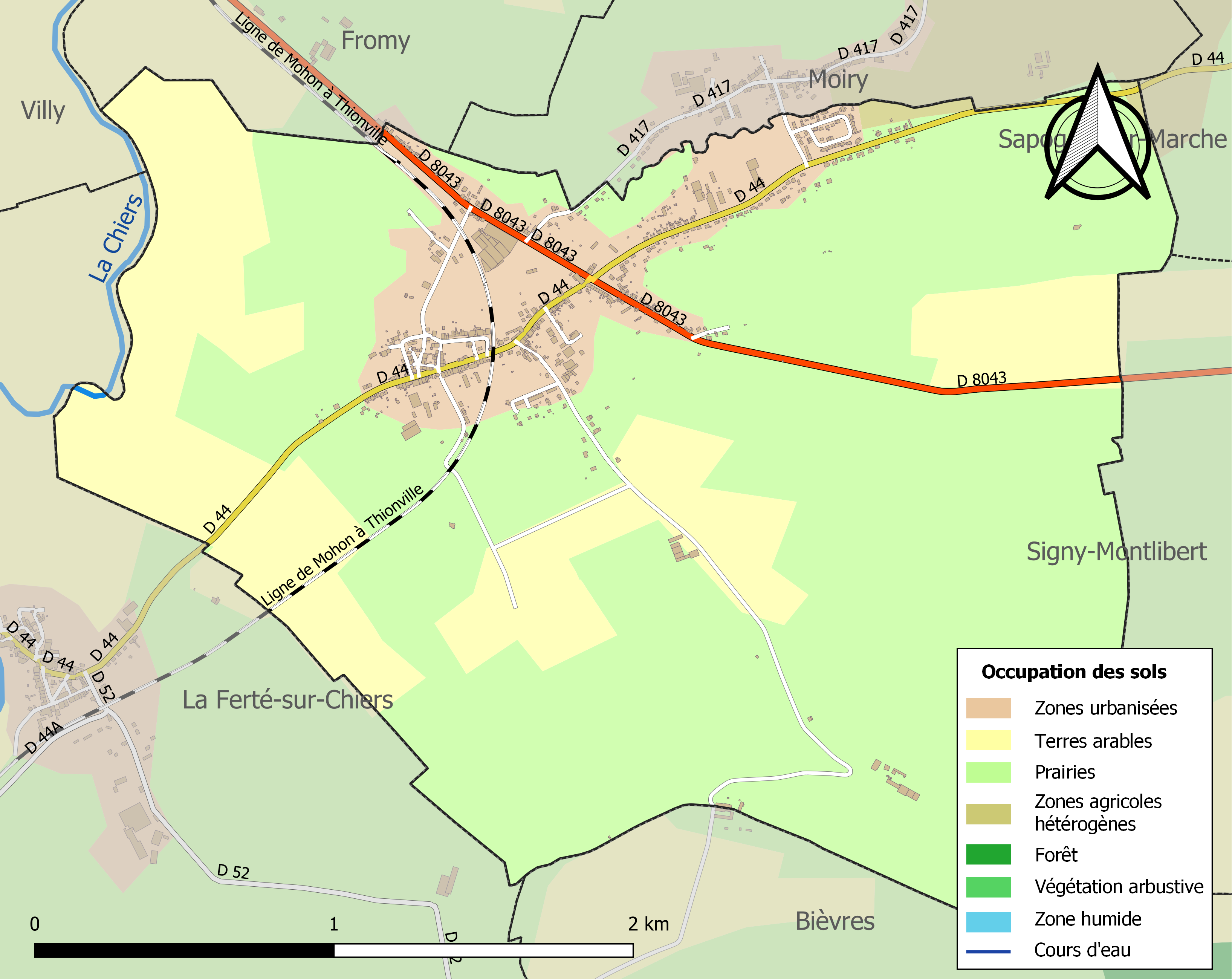
Carte des infrastructures et de l'occupation des sols de la commune en 2018 (CLC).

## Économie
Chef-lieu de canton jusqu'au début du XIXe siècle, Margut conserve un rôle de bourg-centre puisque son groupe scolaire (primaire et maternelle) accueille les élèves de quinze communes environnantes. Mais son influence tend à se réduire ces dernières années. La commune a subi de plein fouet le départ de services publics, son collège ouvert au milieu des années 1960 a été définitivement fermé en juin 2004, et plus récemment, c'est le bureau de Poste qui a vu ses horaires réduits de moitié. Sur le plan économique, Margut était connue pour la richesse de son tissu industriel au cours du XXe siècle.
Mais là encore, la commune voit ses usines fermer. La laiterie Lactalis (anciennement Besnier) qui a fait travailler jusqu'à une centaine de personnes a été fermée en 2002. En 2009, la permanence du Crédit agricole est supprimée, malgré la mobilisation des élus locaux et de la population. Aujourd'hui, il ne reste plus que deux usines, l'une spécialisée dans la métallurgie, Tagar, et l'autre dans le bois, la scierie Nouyrigat.

## Toponymie
Margut est un village qui s’étend dans une plaine bordée par les collines qui encadrent la Chiers, qui reçoit une petite rivière venue de Belgique, la Marche qui se jette  dans la Chiers sur la commune. Il a pour origine le nom de la rivière qui s'appelait d'abord Marge.
La Marche s’est d’abord appelée la Marge, ce qui permet de restituer un thème marg- (cf. latin margo « frontière »), d’une racine germanique marka, de l'oïl marche signifiant « pays de frontière , région , contrée , lisières d'un bois , hameau écarté », « frontière », mais aussi (« signe de démarcation de la frontière »). La racine germanique est issu de l'indo-européen commun *mark (« limite ») dont dérive le latin margo (« bord »). Cette origine se retrouve dans le latin margo, « marge » en français.

## Histoire

### Les origines de Margut
D'après l'abbé Hamon qui réalisa une monographie sur Margut en 1876, l'origine de Margut est relativement difficile à définir. On sait que le moine stylite Saint Walfroy est venu évangéliser la région dès le VIe siècle, mais aucune trace ne permet de dire avec précision à quand remonte la création du village de Margut. La partie la plus ancienne de la localité est sans conteste le lieu-dit Champel, situé au pied de la colline de Saint-Walfroy. En 812, Champel fut donné par Charlemagne et sa nièce Moniane à l'abbaye Saint-Rémi de Reims. C'est l'une des plus anciennes traces écrites concernant le secteur de Margut. Quant au village lui-même, appelé alors Margurium, il apparaît pour la première fois au IXe siècle, dans une charte rédigée par Hillin, archevêque de Trêves. Ce dernier, dans ses récits qui décrivent les invasions des Normands au IXe siècle, évoque la "villa de sancto Wolfaïco" (Saint-Walfroy) et Margurio (Margut), un petit village implanté sur les bords de la Marche.

### Margut au Moyen Âge
Le principal évènement historique marquant la période médiévale à Margut est la signature de la paix, en 980, entre l'empereur germanique Otton II et le roi Lothaire de France. L'été 978 Lothaire mène un raid contre Aix-la-Chapelle mais la famille impériale échappe à la capture. Otton envahit en représailles le nord de la France en automne et assiège Paris, défendue par Hugues Capet. En décembre, l'empereur doit toutefois se résoudre à ordonner la retraite. poursuivi par les Français, il perdit son arrière-garde lors du passage de l'Aisne. Il fallut attendre 980 pour que la paix soit signée à Margut, qui est alors située à la frontière entre les deux royaumes.
Autre évènement évoqué par l'abbé Hamon dans sa monographie, le don fait par le comte de Chiny au monastère d'Orval, en 1173. Ce don concernait le pré de la Carité, Caritas, situé sur le ban de Margut.
Jusque dans les années 1340, Margut appartient alors au comté de Chiny date à laquelle la prévôté d'Yvois, dont fait partie le village, est vendue au comte de Luxembourg, Jean l'Aveugle. Désormais Margut va suivre l'histoire du comté de Luxembourg jusqu'à son rattachement au royaume de France avec le traité des Pyrénées, en 1659.
En 1443, la conquête du Luxembourg par Philippe le Bon s'achève. Margut fait alors partie d'un ensemble qu'on appellera par la suite les Pays-Bas bourguignons. En 1477, la petite-fille de Philippe le Bon, Marie de Bourgogne, unique héritière de Charles le Téméraire, épouse Maximilien Ier de Habsbourg et lui apporte en dot, en plus de la Franche-Comté, les Pays-Bas bourguignons.

### XVIe-XVIIIesiècles
Durant tout le XVIe siècle, le village eut à souffrir des divers conflits qui ont ensanglanté la région, notamment les guerres entre l'Empire et le royaume de France et les Guerres de religion. En 1623, alors en pleine guerre de Trente Ans, Margut est pillée par les troupes de Mansfeld, puis en 1635 par les bandes de mercenaires commandées par Jean de Werth. Ces derniers laissèrent un terrifiant souvenir.
Avec le traité des Pyrénées, en 1659, Margut devient définitivement française. En 1662, la prévôté d'Yvois, dont dépend en partie Margut, est érigée en duché-pairie par Louis XIV au profit de Eugène-Maurice de Savoie-Carignan.
Tout au long du XVIIIe siècle, les habitants de Margut entreront en procès avec plusieurs communes des environs (La Ferté, Fromy, Signy-Montlibert...) et même contre les moines d'Orval.
En 1793, c'est de Margut que part le détachement de soldats qui brulèrent le monastère d'Orval, autrefois détenteur de nombreux terrains et propriétés dans la région.

### Margut après la Révolution

#### La vie politique locale depuis 1985
À la mort d'Henri Vin, ancien maire, conseiller général et député (de 1977 à 1978), en 1985, les électeurs ont été appelés aux urnes pour désigner un nouveau conseiller municipal. C'est Claude Varoquaux qui a été élu. Quant à la désignation du maire et des adjoints, c'est Serge Claisse, ancien premier adjoint d'Henri Vin, qui a été élu maire, jusqu'à la fin du mandat, c'est-à-dire 1989. Au plan cantonal, c'est Michel Marchet, qui succédait à Henri Vin au poste de conseiller général.
En 1989, trois listes distinctes se sont présentées devant les électeurs : celle du maire sortant, Serge Claisse, une autre conduite par Joseph Pluta, conseiller municipal sortant, et la dernière, qui ne comprenait que neuf candidats, par Yves Surmonne.
Après une campagne électorale houleuse, c'est la liste conduite par Joseph Pluta, principal du collège, qui emportait la majorité ; la liste de Serge Claisse n'obtenant que quatre conseillers élus sur quinze. Les quinze conseillers élus étaient : Joseph Pluta, Pierre Totot, Raymonde Carbognin, Romain Oleniez, Claude Varoquaux, Pierre Debouw, Jean-Marie Leroy, Jean-Jacques Bernard, Patrick Nouyrigat, Robert Dieu, Daniel Fontaine, Serge Claisse, Jean Beneux, Pierre Prévot et Jean-Claude Michotte.
En 1995, deux listes se présentaient devant les électeurs, celle de la majorité sortante dirigée par Joseph Pluta, et une liste d'opposition menée par Serge Claisse. Un seul tour suffisait pour désigner le nouveau conseil municipal puisque la liste de Joseph Pluta emportait les quinze sièges. Joseph Pluta était logiquement réélu maire, Pierre Totot, 1er adjoint, Raymonde Carbognin, 2e adjointe, Romain Oleniez, 3e adjoint, et Pierre Debouw, 4e adjoint. Les autres conseillers élus étaient : Patrick Pfeiffer, Patrick Nouyrigat, Daniel Fontaine, François Dumont, Agnès Hardy, Jean-Jacques Bernard, Jean-Marie Leroy, Bernard Hiblot, Claude Varoquaux et Robert Dieu.
En 2001, quatre listes se sont présentées aux électeurs, celle du maire sortant, Joseph Pluta, une autre conduite par Serge Claisse, maire honoraire, la troisième conduite par Claude Varoquaux et Daniel Fontaine, conseillers sortants, et la dernière, menée par Pierre Watrin et Fabien Surmonne.
À l'issue du premier tour, seul Joseph Pluta avait été élu. Il restait donc quatorze sièges à pourvoir lors du deuxième tour du 18 mars. La liste conduite par Joseph Pluta ne remportait que quatre sièges, celle conduite par Claude Varoquaux (qui avait fusionné avec celle de Pierre Watrin entre les deux tours), dix sièges.
C'est donc Claude Varoquaux, qui était élu maire ; Corinne Gallerne, 1re adjointe ; Pierre Watrin, 2e adjoint ; Daniel Fontaine, 3e adjoint ; Pierre Debouw, 4e adjoint. Les autres conseillers élus : Fabien Surmonne, Véronique Michotte, Olivier Marteau, Robert Guillaume, Yohann Berthélémy, Nathalie Lhussiez, Daniel Bohant, Evelyne Louppe, Pierre Totot et Joseph Pluta.
En mars 2008, ce sont de nouveau quatre listes qui se présentent aux élections municipales. L'une conduite par le maire sortant, Claude Varoquaux comprenant huit candidats, une autre conduite par la première adjointe, Corinne Gallerne, comprenant quinze membres dont six conseillers sortants, une dirigée par Joseph Pluta comprenant également quinze candidats dont six conseillers sortants, et la dernière, une liste ouverte, initiée par Serge Claisse. Aucun candidat ne sera élu à l'issue du premier tour du 9 mars. Lors du second tour, le 16 mars, seules deux listes se présentaient aux suffrages des électeurs, celles de Joseph Pluta et Corinne Gallerne, Serge Claisse ayant rejoint la liste Gallerne entre les deux tours. Finalement, c'est la liste conduite par Joseph Pluta qui s'est imposée en emportant quatorze sièges sur les quinze mis en jeu. Seule Véronique Michotte a été élue du côté de la liste Gallerne.
Voici donc la liste des quinze conseillers élus : Joseph Pluta (maire), Pierre Totot (premier adjoint), Pierre Debouw (deuxième adjoint), Daniel Bohant (troisième adjoint), Evelyne Louppe (quatrième adjoint), Jocelyne Collard, Yohann Berthélémy, Jean-Philippe Husson, Jean-Michel Renard, Bernard Hiblot, Maryline Feck, Sébastien Prévot, Ludovic Gérard, Pascal Thiery et Véronique Michotte.

## Démographie
L'évolution du nombre d'habitants est connue à travers les recensements de la population effectués dans la commune depuis 1793. Pour les communes de moins de 10 000 habitants, une enquête de recensement portant sur toute la population est réalisée tous les cinq ans, les populations de référence des années intermédiaires étant quant à elles estimées par interpolation ou extrapolation. Pour la commune, le premier recensement exhaustif entrant dans le cadre du nouveau dispositif a été réalisé en 2005.

En 2022, la commune comptait 711 habitants, en évolution de −8,26 % par rapport à 2016 (Ardennes : −2,97 %, France hors Mayotte : +2,11 %).
| 1793 | 1800 | 1806 | 1821 | 1831 | 1836 | 1841 | 1846 | 1851 |
| ---- | ---- | ---- | ---- | ---- | ---- | ---- | ---- | ---- |
| 186  | 217  | 225  | 275  | 429  | 488  | 555  | 587  | 576  |

| 1866 | 1872 | 1876 | 1881 | 1886 | 1891 | 1896 | 1901 | 1906 |
| ---- | ---- | ---- | ---- | ---- | ---- | ---- | ---- | ---- |
| 663  | 522  | 597  | 670  | 670  | 677  | 712  | 815  | 842  |

| 1911 | 1921 | 1926 | 1931 | 1936 | 1946 | 1954 | 1962 | 1968 |
| ---- | ---- | ---- | ---- | ---- | ---- | ---- | ---- | ---- |
| 805  | 702  | 766  | 730  | 817  | 650  | 702  | 810  | 847  |

| 1975 | 1982 | 1990 | 1999 | 2005 | 2006 | 2010 | 2015 | 2020 |
| ---- | ---- | ---- | ---- | ---- | ---- | ---- | ---- | ---- |
| 809  | 826  | 819  | 836  | 807  | 795  | 789  | 774  | 725  |

| 2022 | - | - | - | - | - | - | - | - |
| ---- | - | - | - | - | - | - | - | - |
| 711  | - | - | - | - | - | - | - | - |

## Enseignement

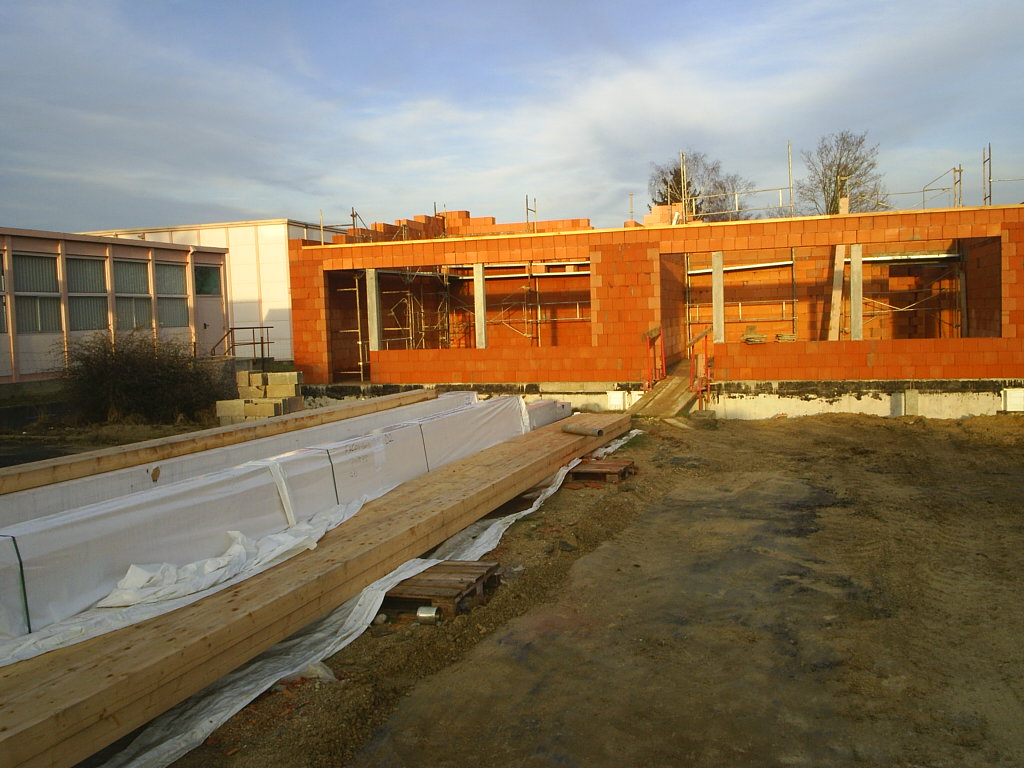
Le pôle scolaire.

## Lieux et monuments
- Mont Saint-Walfroy, fondé par Walfroy le Stylite au VIe siècle. C'est un haut lieu de pèlerinage pour les catholiques. On y accède par un chemin de croix de quatorze stations. Au sommet, à 350 mètres d'altitude, on y découvre un point de vue remarquable sur le pays d'Yvois, ainsi que l'église, la maison d'accueil et la chapelle.
- Ligne Maginot. On trouve deux casemates de la Ligne Maginot sur le territoire communal. Celles-ci faisaient partie de ce que l'on nommait la tête de pont de Montmédy, c'est-à-dire l'extrémité occidentale de la Ligne Maginot. À deux kilomètres de Margut à vol d'oiseau, sur l'autre rive de la Chiers, se trouve l'ouvrage de La Ferté qui est le premier ouvrage de la Ligne Maginot à être tombé en combattant en 1940. Dans la nuit du 18 au 19 mai 1940, 107 soldats français y ont péri asphyxiés au fond de la galerie souterraine, à plus de 25 mètres sous terre. Une cérémonie est organisée chaque année pour leur rendre hommage.
- Église Saint Remi. Elle ne revêt pas un caractère architectural remarquable mais constitue l'une des traces les plus anciennes de bâti dans la commune. La nef, assez étroite, est surmontée d'une voûte en berceau pratiquée dans les combles de la toiture. Elle fut construite en 1718 par les religieux de Saint-Hubert. Le sanctuaire date de 1740. Le confessionnal est en bois sculpté. L'ancien autel, construction en bois, remontant au XVIIIe siècle, fut remplacé en 1875 par un autel de style Renaissance. La tour quadrangulaire, qui fut construite en 1728 aux frais de l'abbé Huart, est surmontée d'un dôme octogone et était coiffée d'un champignon terminant le clocher, ce qui conférait au bâtiment un caractère original. Mais le clocher fut détruit pendant la Première Guerre mondiale et remplacé par un clocher plus classique. Des photos anciennes antérieures à 1914 (plusieurs collectionneurs de la commune en possèdent) permettent de découvrir à quoi ressemblait cet ancien clocher. À noter par ailleurs que le presbytère, qui est situé juste en face de l'église, date de 1661, ce qui ferait du bâtiment le plus ancien  de la commune.
- Église Saint-Walfroy de l'ermitage de Saint-Walfroy.
- Chapelle de Margut.
- Champel. C'est une ferme isolée située au pied de la côte des Grottes, à quelques centaines de mètres à peine de l'ermitage de Saint-Walfroy. Ce site qui est situé à près de 300 mètres d'altitude était sans doute habité dès le haut Moyen Âge. En 812, Champel fut donnée par Charlemagne à l'abbaye Saint-Remy de Reims. C'est la trace écrite la plus ancienne attestant d'un peuplement sur le ban communal de Margut. Le hameau de Champel était alors habité par une soixantaine de serfs. Aujourd'hui, la ferme est exploitée par la famille Graftiaux qui est spécialisée dans l'élevage bovin (produits laitiers entre autres).
- Golf de Margut. Créé à la fin des années 1980 par Cyril Havas, le golf de Margut a depuis connu un indéniable essor en accroissant progressivement son nombre de trous. Situé dans un cadre unique, sur une colline qui surplombe les vallées de la Marche et de la Carité, le golf jouit d'une excellente réputation et attire des passionnés venus de France, mais aussi de Belgique et du Luxembourg.

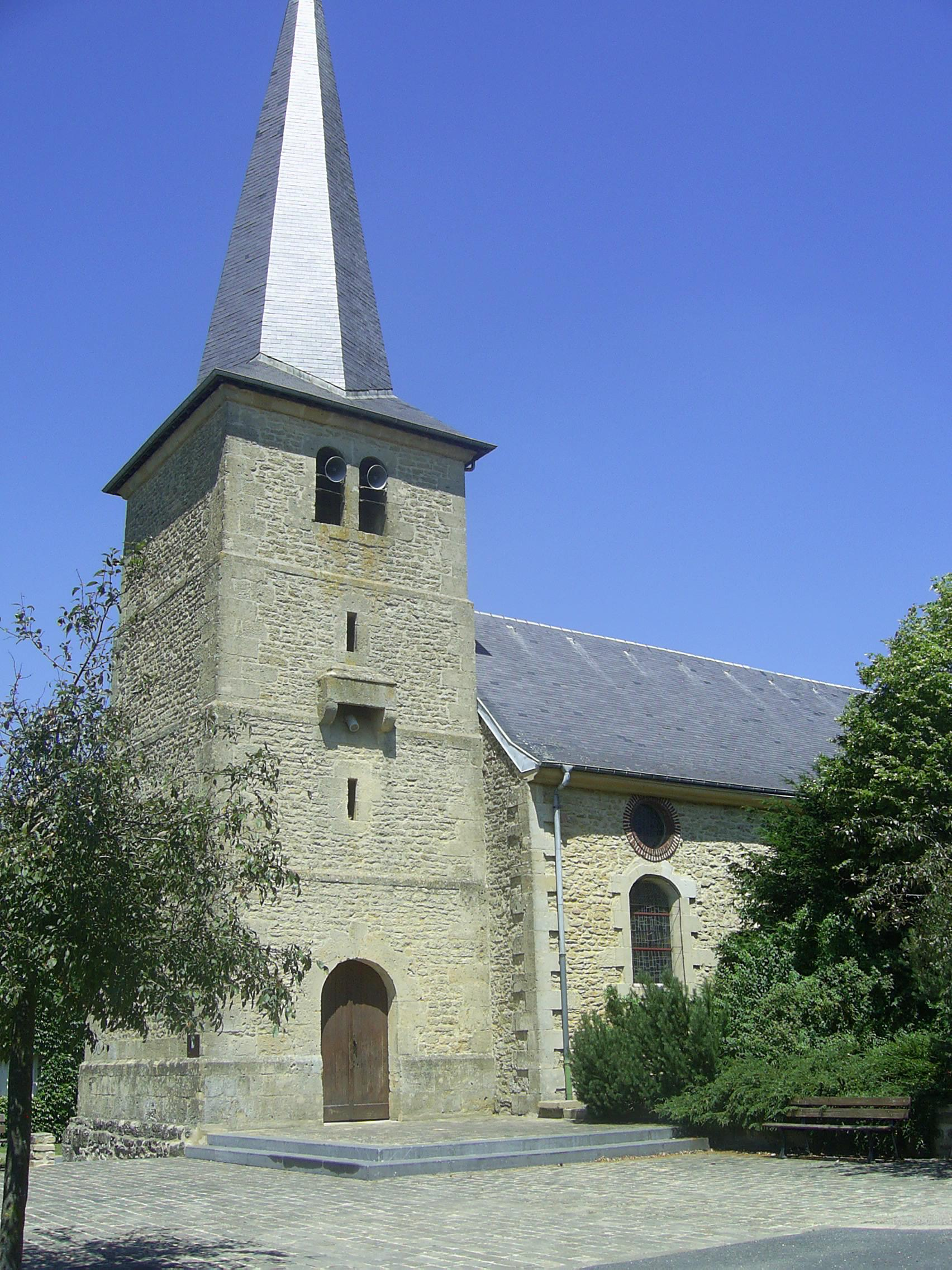
L'église Saint-Rémi.
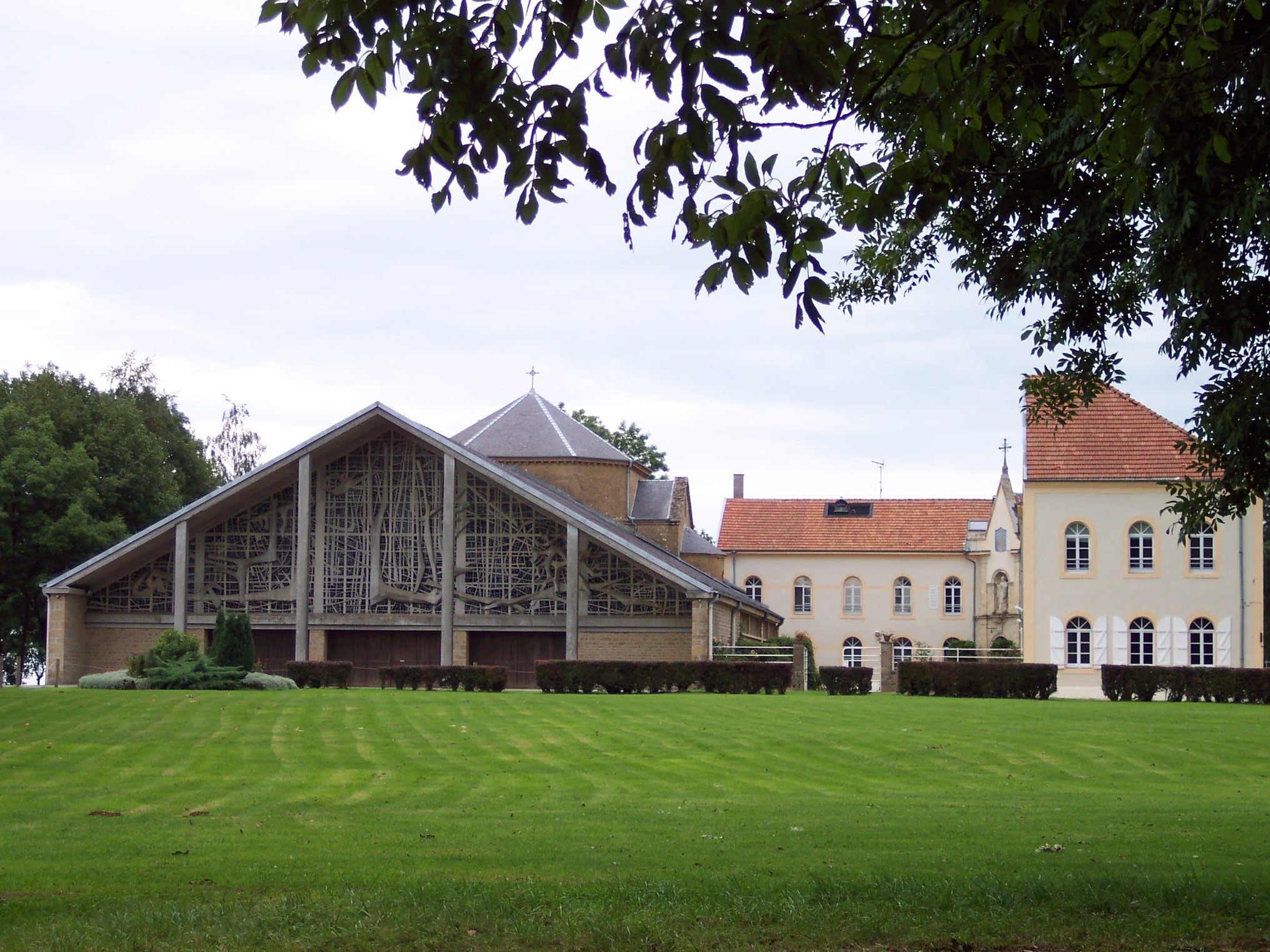
Ermitage de Saint-Walfroy.
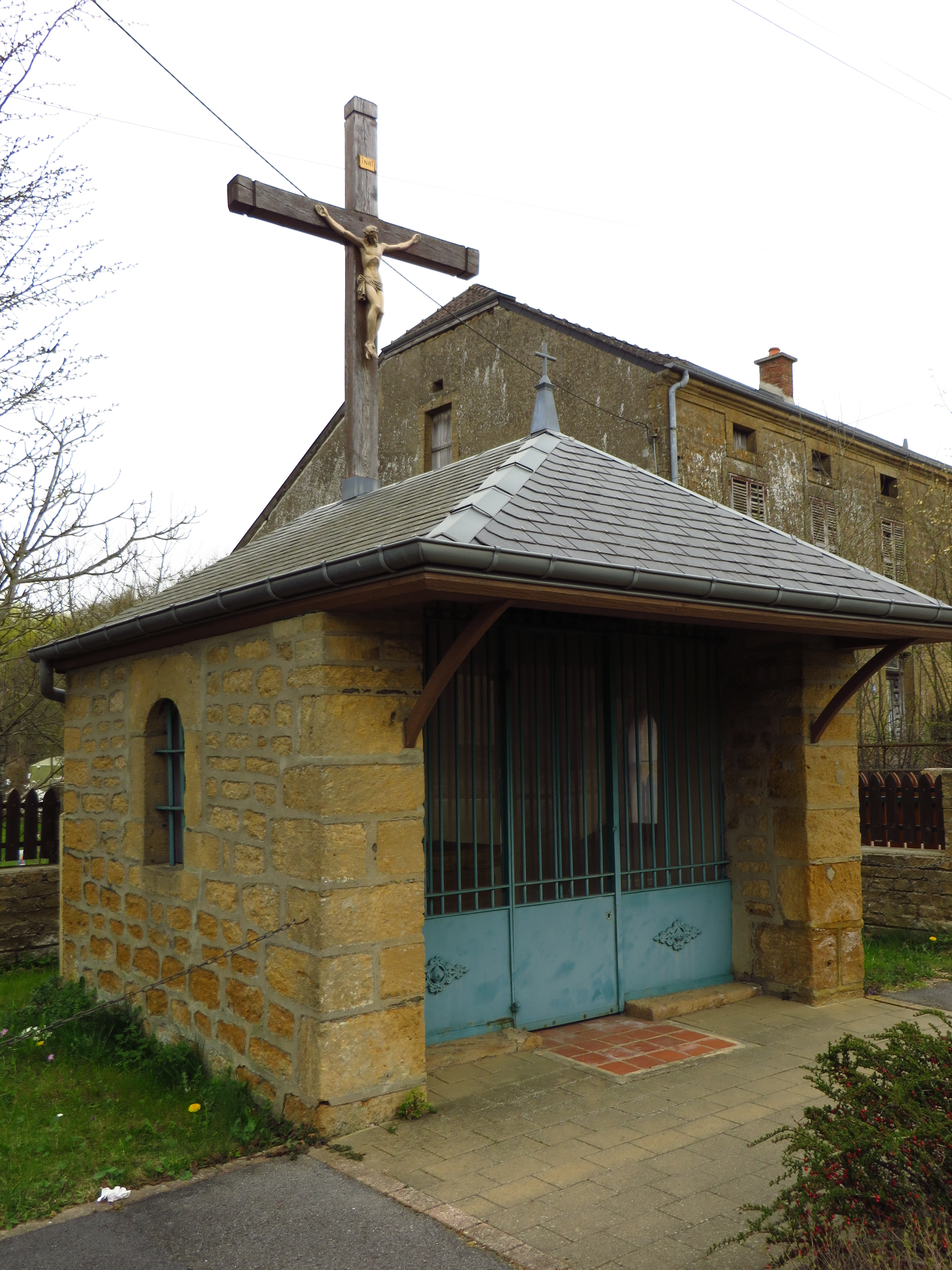
La Chapelle en ville.
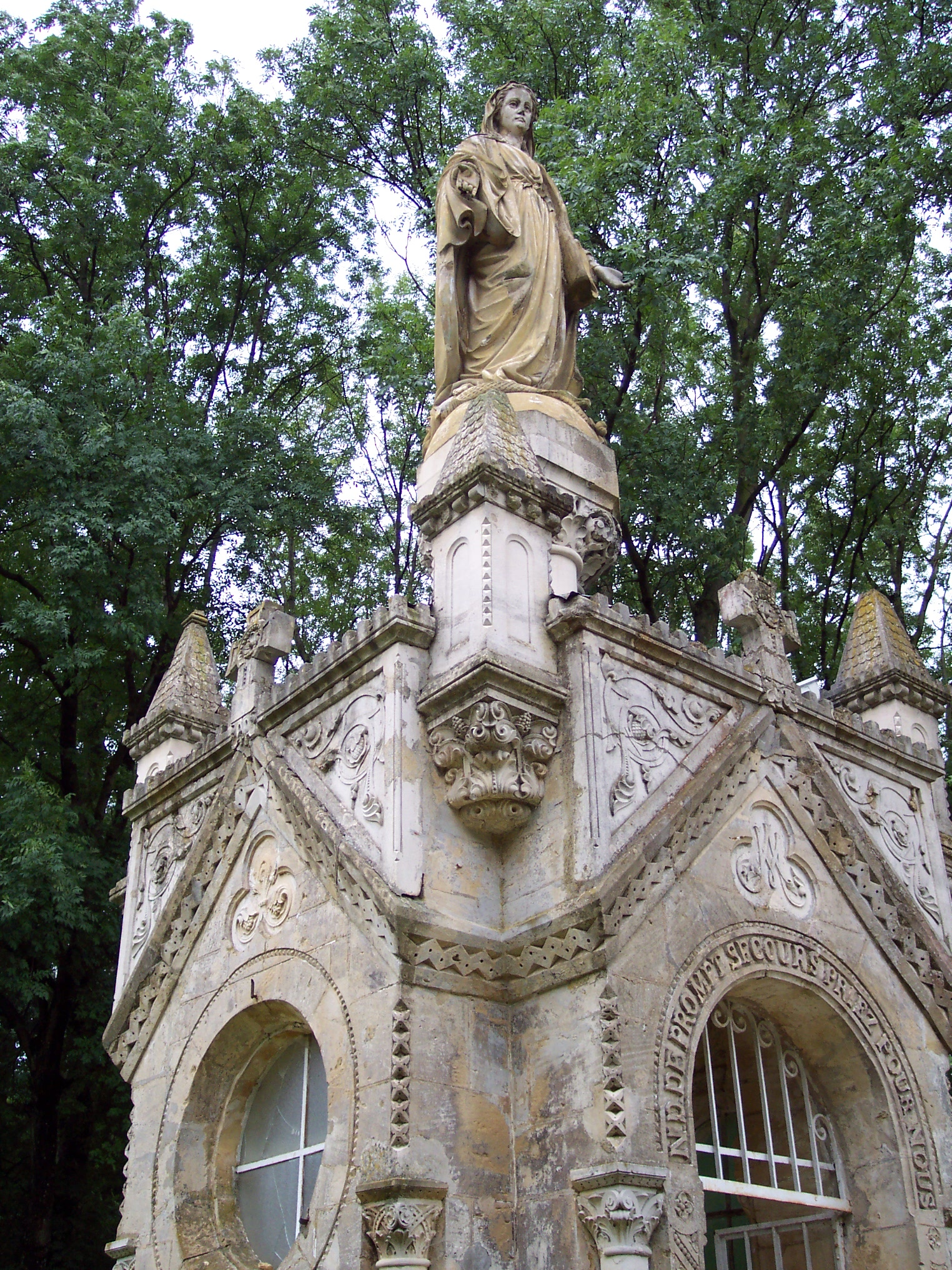
La chapelle près de l'ermitage de Saint-Walfroy.

## Personnalités liées à la commune
- Saint Walfroy. Aux temps mérovingiens, vers l'an 585, le diacre Walfoy, disciple de saint Martin de Tours, vient dans le pays d'Yvois pour y vivre en ermite. Walfroy joint à la prière une forme de pénitence originale : comme les stylites d'Orient, il se tient sur une colonne, y endurant les rigueurs du climat ardennais. Sa prédication et son exemple, attire à l’Évangile les habitants de la région qui finissent par briser le signe de leur paganisme : la statue de la Dea Arduina vénérée sur la colline. Obéissant à l'évêque de Trèves, Walfroy quitte sa colonne, évangélise la région et construit, au sommet de la colline, une église en l'honneur de saint Martin. Il en fait un foyer de vie religieuse. Il meurt peu avant l'an 600, inhumé dans l'église qu'il a construite. Ses reliques ont été transportées à Yvois (Carignan), le 7 juillet 979.
- Mathieu-Nicolas Brafault, administrateur et homme politique, député du département de la Vienne pendant les Cent-jours, est né à Margut en 1771.
- Paul Dauchy. Né à Margut en 1897, dans le bâtiment situé au-dessus de l'actuelle mairie, Paul Dauchy est sans conteste l'un des plus illustres personnages liés à la commune. Musicien de grand talent, il suivit une formation à la Schola Cantorum de Paris sous la conduite de Vincent d'Indy. Directeur de la société philharmonique de Charleville-Mézières à partir de 1924, il créa une école de dans classique, une chorale mixte, des cours de musique et de piano. C'est également lui qui créa la délégation ardennaise des Jeunesses musicales de France en 1952. Le 27 novembre 2005, la municipalité décidait de donner le nom de Paul-Dauchy, à la salle de musique municipale.
- Henri Vin. Maire de Margut de 1959 à 1985, année de sa disparition, Henri Vin est la figure politique marquante de la commune. Né à Carignan le 29 août 1922, il prit une part active à la Résistance dans le Pays d'Yvois. Professeur de collège, il fut élu maire de Margut en 1959. Il occupa également le siège de conseiller général du canton de Carignan. Suppléant de Jacques Sourdille, il le remplaça au Palais Bourbon quand ce dernier fit son entrée au gouvernement de Raymond Barre. Il siégea à l'Assemblée nationale du 2 mai 1977 au 2 avril 1978.
- Gérard Pinson. Gérard Pinson est un journaliste de télévision français né à Margut en 1950. Après avoir débuté à France 3 Champagne-Ardenne à Reims, il devient rédacteur en chef de France 3 Orléans puis prend des responsabilités à FR3 national à Paris. Il présenta le 19/20 en duo avec Élise Lucet et Soir 3 dans les années 1980. Il est décédé des suites d'un accident de la route le 2 décembre 1990. Il était président d'honneur de l'Amicale des anciens élèves de Margut et avait participé à plusieurs manifestations organisées par l'association, dont le gala Verchuren en 1989.

## Événements
- 4e dimanche d'avril. La traditionnelle Foire de Printemps organisée par l'association des commerçants et artisans de Margut, anciennement appelée GITE et désormais UCIA de Margut et des environs. L'événement attire des milliers de curieux chaque année dans les rues du village. Les exposants se déplacent en masse à chaque fois et les animations ne manquent pas pour séduire le nombreux public.
- 2e dimanche de septembre. La fête patronale se déroule toujours le deuxième week-end de septembre, soit une semaine après celle de Carignan. Si la fête ne connaît plus le succès d'antan, les forains étant moins nombreux à faire le déplacement, elle demeure un moment important de la vie locale avec l'organisation de bals populaires les vendredis et samedis soir.
- 25 octobre. Grande fête de Saint-Walfroy. En 2009, deux événements importants ont été fêtés. Mille trente ans auparavant, en 979, les reliques de saint Walfroy ont été transportées à Carignan. Cette année a permis donc de commémorer ce transfert ainsi que la restauration de l'église qui fut entreprise de 1949 à 1959. À cette occasion, les reliques de saint Walfroy habituellement présentées à l'église Sainte-Clotilde à Reims ont été déposées dans l'église (depuis le 1er mai) et ce pour une année.